# 杜賓基 (莫斯季斯卡區)
杜賓基（烏克蘭語：Дубинки́）是烏克蘭西部的村莊，隸屬利維夫州的亞沃里夫區。該村始建於1940年，面積0.41平方公里，海拔高度198米，2001年人口112，人口密度每平方公里273.17人。